# Lista de missões com os ônibus espaciais

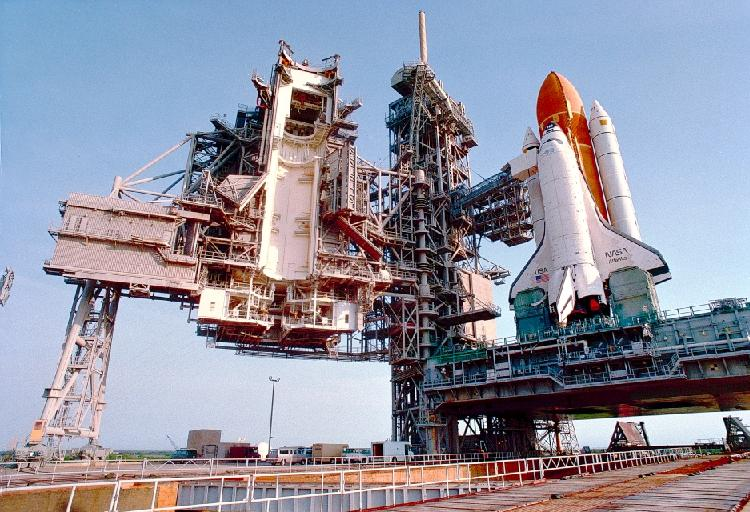
Ônibus Atlantis na plataforma de lançamento.

Esta é uma lista de missões realizadas com os ônibus espaciais(pt-BR) ou vaivém espacial(pt-PT?), que foram espaçonaves parcialmente reutilizáveis da NASA que operavam em órbita terrestre baixa. O nome oficial do programa dos ônibus espaciais era Space Transportation System, derivado do projeto de espaçonaves reutilizáveis de 1969, do qual apenas o ônibus espacial foi financiado e desenvolvido. Em suas missões, os ônibus espaciais lançaram numerosos satélites, conduziram experiências científicas em órbita e participaram na construção e manutenção da Estação Espacial Internacional.
De 1981 a 2011, um total de 135 missões foram realizadas com os ônibus espaciais, todas sendo lançadas do Centro Espacial Kennedy na Flórida. Durante esse tempo, a frota de ônibus atingiu cerca 1 322 dias, 19 horas, 21 minutos e 23 segundos de tempo de voo. O voo mais longo da história dos ônibus espaciais foi o voo do Columbia durante a STS-80 que durou cerca de 17 dias, 15 horas, 53 minutos e 18 segundos, já o voo mais curto foi o do Challenger durante a STS-51-L que durou 1 minuto e 13 segundos devido ao seu acidente durante o lançamento. Os ônibus espaciais também acoplaram-se com a estação espacial russa Mir 9 vezes e visitaram a EEI 37 vezes e a maior altitude já alcançada por um ônibus foi 350 mi (563 km) durante uma manutenção do telescópio espacial Hubble. O programa também levou ao espaço um total de 355 pessoas representando 16 países. O Centro Espacial Kennedy serviu como local de aterrissagem para 78 missões, enquanto que 54 missões aterrissaram na Base Aérea de Edwards, na Califórnia e 1 em White Sands, no Novo México.
O primeiro ônibus, Enterprise, foi construído exclusivamente para testes de voo e aterrissagens, ou seja, ele não tinha capacidade de ser lançado ao espaço. Outros quatro ônibus com capacidade de serem lançados ao espaço foram inicialmente construídos: Columbia, Challenger, Discovery e o Atlantis. O Challenger e o Columbia foram destruídos em acidentes em 1986 e 2003, respectivamente, matando um total de 14 astronautas. Um quinto ônibus, o Endeavour, foi construído em 1991 para substituir o Challenger. Os ônibus espaciais foram oficialmente retirados de serviço após a conclusão da missão STS-135 realizada pelo Atlantis.

## Numeração de Voo

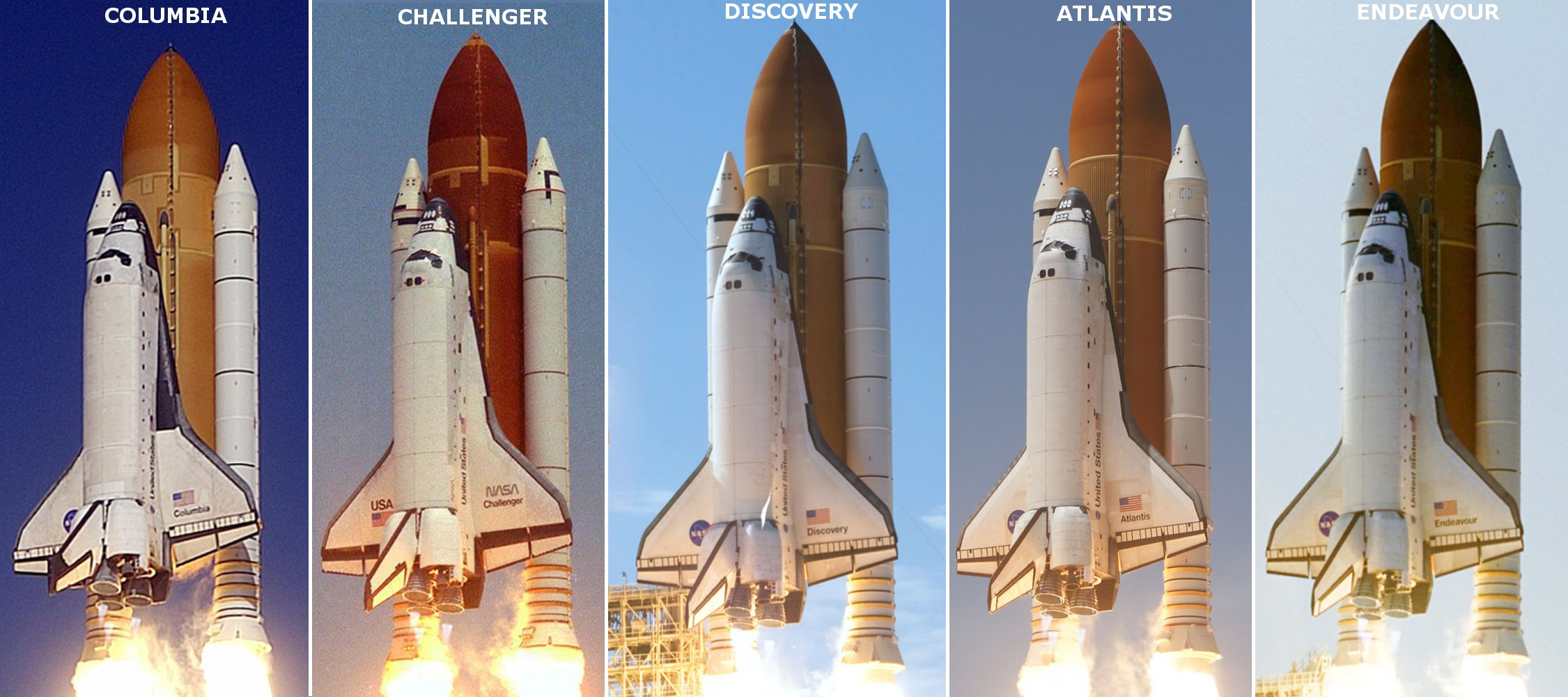
Todos os cinco ônibus espaciais durante lançamento

O programa era nomeado oficialmente de Space Transportation System (STS). Missões específicas com ônibus espaciais foram posteriormente denominadas também como "STS". Inicialmente, eram dados números sequenciais aos lançamentos indicando sua ordem, tal como a STS-9. No começo de 1984, cada missão recebia um código, tal como STS-41-B, com o primeiro digito indicando o último digito no ano fiscal federal, o segundo digito indicava o local de lançamento (1 era o Centro Espacial Kennedy e 2 era a Base da Força Aérea de Vandenberg, estavam programados voos para Vandenberg a partir de 1986, contudo após o acidente da Challenger foram cancelados os lançamentos naquela base), e a letra indicava a sequência de agendamento.
Estes códigos eram definidos quando os lançamentos eram agendados e não eram modificados quando as missões eram atrasadas ou remarcadas. Após o desastre da Challenger, o sistema de numeração sequencial foi restaurado, com o número de acordo com a contagem do começo, entretanto, ao contrário do sistema inicial, a definição dos números é baseada na contagem inicial e pode não refletir a verdadeira ordem de lançamentos. As letras indicam que o sistema de numeração intermediário foi aplicado. Por exemplo, o voo STS-51 ocorreu anos depois do STS-51-A.

## Lista

### Voos experimentais
| Ordem | Data de lançamento     | Missão | Ônibus     | Tripulantes | Duração     | Área de pouso | Notas                                                                            | Refs                             |
| ----- | ---------------------- | ------ | ---------- | ----------- | ----------- | ------------- | -------------------------------------------------------------------------------- | -------------------------------- |
| 1     | 12 de agosto de 1977   | ALT-12 | Enterprise |             | 00d 00h 05m | Edwards       | - Primeiro voo livre - Primeiro voo não segurado da Enterprise                   | [ 8 ] [ 9 ] [ 10 ] [ 11 ] [ 12 ] |
| 2     | 13 de setembro de 1977 | ALT-13 | Enterprise |             | 00d 00h 05m | Edwards       | - Segundo voo livre                                                              | [ 8 ] [ 9 ] [ 13 ]               |
| 3     | 23 de setembro de 1977 | ALT-14 | Enterprise |             | 00d 00h 05m | Edwards       | - Terceiro voo livre                                                             | [ 8 ] [ 9 ] [ 14 ]               |
| 4     | 12 de outubro de 1977  | ALT-15 | Enterprise |             | 00d 00h 02m | Edwards       | - Quarto voo livre - Primeiro voo sem o cone da cauda (configuração operacional) | [ 8 ] [ 9 ] [ 11 ] [ 15 ] [ 16 ] |
| 5     | 26 de outubro de 1977  | ALT-16 | Enterprise |             | 00d 00h 02m | Edwards       | - Último voo livre - Último voo não segurado da Enterprise                       | [ 8 ] [ 9 ] [ 17 ] [ 18 ]        |

### Voos completos e orbitais
| Nº  | Lançamento                                        | Aterrissagem            | Duração         | Insígnia | Missão   | Ônibus     | Local de lançamento | Local de aterrissagem | Tripulação | Ref.                        |
| --- | ------------------------------------------------- | ----------------------- | --------------- | -------- | -------- | ---------- | ------------------- | --------------------- | ---------- | --------------------------- |
| 1   | 12 de abril de 1981 12:00:04 UTC 07:00:04 EST     | 14 de abril de 1981     | 02d 06h         |          | STS-1    | Columbia   | LC-39A              | Edwards               |            | [ 19 ] [ 20 ] [ 21 ]        |
| 2   | 12 de novembro de 1981 15:10:00 UTC 10:10:00 EST  | 14 de Novembro de 1981  | 02d 06h         |          | STS-2    | Columbia   | LC-39A              | Edwards               |            | [ 22 ] [ 23 ] [ 24 ]        |
| 3   | 22 de março de 1982 16:00:00 UTC 11:00:00 EST     | 30 de Março de 1982     | 08d 00h         |          | STS-3    | Columbia   | LC-39A              | White Sands           |            | [ 25 ] [ 26 ] [ 27 ]        |
| 4   | 27 de junho de 1982 15:00:00 UTC 11:00:00 EDT     | 4 de julho de 1982      | 07d 01h         |          | STS-4    | Columbia   | LC-39A              | Edwards               |            | [ 28 ] [ 29 ] [ 30 ] [ 31 ] |
| 5   | 11 de novembro de 1982 12:19:00 UTC 07:19:00 EST  | 16 de novembro de 1982  | 05d 02h         |          | STS-5    | Columbia   | LC-39A              | Edwards               |            | [ 32 ] [ 33 ] [ 34 ] [ 35 ] |
| 6   | 4 de abril de 1983 18:30:00 UTC 13:30:00 EST      | 9 de abril de 1983      | 05d 00h         |          | STS-6    | Challenger | LC-39A              | Edwards               |            | [ 36 ] [ 37 ]               |
| 7   | 18 de junho de 1983 11:33:00 UTC 07:33:00 EDT     | 24 de junho de 1983     | 06d 02h         |          | STS-7    | Challenger | LC-39A              | Edwards               |            | [ 38 ] [ 39 ]               |
| 8   | 30 de agosto de 1983 06:32:00 UTC 02:32:00 EDT    | 5 de setembro de 1983   | 06d 01h         |          | STS-8    | Challenger | LC-39A              | Edwards               |            | [ 40 ] [ 41 ]               |
| 9   | 28 de novembro de 1983 16:00:00 UTC 11:00:00 EST  | 8 de dezembro de 1983   | 10d 07h         |          | STS-9    | Columbia   | LC-39A              | Edwards               |            | [ 42 ] [ 43 ]               |
| 10  | 3 de fevereiro de 1984 13:00:00 UTC 08:00:00 EST  | 11 de fevereiro de 1984 | 07d 23h         |          | STS-41-B | Challenger | LC-39A              | Kennedy               |            | [ 44 ] [ 45 ]               |
| 11  | 6 de abril de 1984 13:58:00 UTC 08:58:00 EST      | 13 de abril de 1984     | 06d 23h         |          | STS-41-C | Challenger | LC-39A              | Edwards               |            | [ 46 ] [ 47 ] [ 48 ]        |
| 12  | 30 de agosto de 1984 12:41:50 UTC 08:41:50 EDT    | 5 de setembro de 1984   | 06d 00h         |          | STS-41-D | Discovery  | LC-39A              | Edwards               |            | [ 49 ] [ 50 ]               |
| 13  | 5 de outubro de 1984 11:03:00 UTC 07:03:00 EDT    | 13 de outubro de 1984   | 08d 05h         |          | STS-41-G | Challenger | LC-39A              | Kennedy               |            | [ 51 ] [ 52 ]               |
| 14  | 8 de novembro de 1984 12:15:00 UTC 07:15:00 EST   | 16 de novembro de 1984  | 07d 23h         |          | STS-51-A | Discovery  | LC-39A              | Kennedy               |            | [ 53 ] [ 54 ]               |
| 15  | 24 de janeiro de 1985 19:50:00 UTC 14:50:00 EST   | 27 de janeiro de 1985   | 03d 01h         |          | STS-51-C | Discovery  | LC-39A              | Kennedy               |            | [ 29 ] [ 55 ] [ 56 ]        |
| 16  | 12 de abril de 1985 13:59:05 UTC 08:59:05 EST     | 19 de abril de 1985     | 06d 23h         |          | STS-51-D | Discovery  | LC-39A              | Kennedy               |            | [ 57 ] [ 58 ]               |
| 17  | 29 de abril de 1985 16:02:18 UTC 12:02:18 EDT     | 6 de maio de 1985       | 07d 00h         |          | STS-51-B | Challenger | LC-39A              | Edwards               |            | [ 59 ] [ 60 ]               |
| 18  | 17 de junho de 1985 11:33:00 UTC 07:33:00 EDT     | 24 de junho de 1985     | 07d 01h         |          | STS-51-G | Discovery  | LC-39A              | Edwards               |            | [ 61 ] [ 62 ]               |
| 19  | 29 de julho de 1985 22:00:00 UTC 18:00:00 EDT     | 6 de agosto de 1985     | 07d 22h         |          | STS-51-F | Challenger | LC-39A              | Edwards               |            | [ 63 ] [ 64 ]               |
| 20  | 27 de agosto de 1985 10:58:01 UTC 06:58:01 EDT    | 3 de setembro de 1985   | 07d 02h         |          | STS-51-I | Discovery  | LC-39A              | Edwards               |            | [ 65 ] [ 66 ]               |
| 21  | 3 de outubro de 1985 15:15:30 UTC 11:15:30 EDT    | 7 de outubro de 1985    | 04d 01h         |          | STS-51-J | Atlantis   | LC-39A              | Edwards               |            | [ 29 ] [ 67 ] [ 68 ]        |
| 22  | 30 de outubro de 1985 17:00:00 UTC 12:00:00 EST   | 6 de novembro de 1985   | 07d 00h         |          | STS-61-A | Challenger | LC-39A              | Edwards               |            | [ 69 ] [ 70 ]               |
| 23  | 26 de novembro de 1985 24:29:00 UTC 19:29:00 EST  | 3 de dezembro de 1985   | 06d 21h         |          | STS-61-B | Atlantis   | LC-39A              | Edwards               |            | [ 71 ] [ 72 ]               |
| 24  | 12 de janeiro de 1986 11:55:00 UTC 06:55:00 EST   | 18 de janeiro de 1986   | 06d 02h         |          | STS-61-C | Columbia   | LC-39A              | Edwards               |            | [ 73 ] [ 74 ]               |
| 25  | 28 de janeiro de 1986 16:38:00 UTC 11:38:00 EST   | Não aterrissou          | 00d 00h 01m 13s |          | STS-51-L | Challenger | LC-39B              | Não aterrissou        |            | [ 75 ] [ 76 ]               |
| 26  | 29 de setembro de 1988 15:37:00 UTC 11:37:00 EDT  | 3 de outubro de 1988    | 04d 01h         |          | STS-26   | Discovery  | LC-39B              | Edwards               |            | [ 77 ] [ 78 ]               |
| 27  | 2 de dezembro de 1988 14:30:34 UTC 09:30:34 EST   | 6 de dezembro de 1988   | 04d 09h         |          | STS-27   | Atlantis   | LC-39B              | Edwards               |            | [ 29 ] [ 79 ] [ 80 ]        |
| 28  | 13 de março de 1989 14:57:00 UTC 09:57:00 EST     | 18 de março de 1989     | 04d 23h         |          | STS-29   | Discovery  | LC-39B              | Edwards               |            | [ 81 ] [ 82 ]               |
| 29  | 4 de Maio de 1989 18:46:59 UTC 14:46:59 EDT       | 8 de maio de 1989       | 04d 00h         |          | STS-30   | Atlantis   | LC-39B              | Edwards               |            | [ 83 ] [ 84 ]               |
| 30  | 8 de agosto de 1989 12:37:00 UTC 08:37:00 EDT     | 13 de agosto de 1989    | 05d 01h         |          | STS-28   | Columbia   | LC-39B              | Edwards               |            | [ 29 ] [ 85 ] [ 86 ]        |
| 31  | 18 de outubro de 1989 16:53:40 UTC 12:53:40 EDT   | 23 de outubro de 1989   | 04d 23h         |          | STS-34   | Atlantis   | LC-39B              | Edwards               |            | [ 87 ] [ 88 ]               |
| 32  | 22 de novembro de 1989 24:23:30 UTC 19:23:30 EST  | 27 de novembro de 1989  | 05d 00h         |          | STS-33   | Discovery  | LC-39B              | Edwards               |            | [ 29 ] [ 89 ] [ 90 ]        |
| 33  | 9 de janeiro de 1990 12:35:00 UTC 07:35:00 EST    | 20 de janeiro de 1990   | 10d 21h         |          | STS-32   | Columbia   | LC-39A              | Edwards               |            | [ 91 ] [ 92 ]               |
| 34  | 28 de fevereiro de 1990 07:50:22 UTC 02:50:22 EST | 4 de março de 1990      | 04d 10h         |          | STS-36   | Atlantis   | LC-39A              | Edwards               |            | [ 29 ] [ 93 ] [ 94 ]        |
| 35  | 24 de abril de 1990 12:33:51 UTC 08:33:51 EDT     | 29 de abril de 1990     | 05d 01h         |          | STS-31   | Discovery  | LC-39B              | Edwards               |            | [ 95 ] [ 96 ]               |
| 36  | 6 de outubro de 1990 11:47:15 UTC 07:47:15 EDT    | 10 de outubro de 1990   | 04d 02h         |          | STS-41   | Discovery  | LC-39B              | Edwards               |            | [ 97 ] [ 98 ]               |
| 37  | 15 de novembro de 1990 23:48:15 UTC 18:48:15 EST  | 20 de novembro de 1990  | 04d 21h         |          | STS-38   | Atlantis   | LC-39A              | Kennedy               |            | [ 29 ] [ 99 ] [ 100 ]       |
| 38  | 2 de dezembro de 1990 06:49:01 UTC 01:49:01 EST   | 10 de dezembro de 1990  | 08d 23h         |          | STS-35   | Columbia   | LC-39B              | Edwards               |            | [ 101 ] [ 102 ]             |
| 39  | 5 de abril de 1991 14:22:45 UTC 09:22:45 EST      | 11 de abril de 1991     | 05d 23h         |          | STS-37   | Atlantis   | LC-39B              | Edwards               |            | [ 103 ] [ 104 ]             |
| 40  | 28 de abril de 1991 11:33:14 UTC 07:33:14 EDT     | 6 de maio de 1991       | 08d 07h         |          | STS-39   | Discovery  | LC-39A              | Kennedy               |            | [ 29 ] [ 105 ] [ 106 ]      |
| 41  | 5 de junho de 1991 13:24:51 UTC 09:24:51 EDT      | 14 de junho de 1991     | 09d 02h         |          | STS-40   | Columbia   | LC-39B              | Edwards               |            | [ 107 ] [ 108 ]             |
| 42  | 2 de agosto de 1991 15:02:00 UTC 11:02:00 EDT     | 11 de agosto de 1991    | 08d 21h         |          | STS-43   | Atlantis   | LC-39A              | Kennedy               |            | [ 109 ] [ 110 ]             |
| 43  | 12 de setembro de 1991 23:11:04 UTC 19:11:04 EDT  | 18 de setembro de 1991  | 05d 08h         |          | STS-48   | Discovery  | LC-39A              | Edwards               |            | [ 111 ] [ 112 ]             |
| 44  | 24 de novembro de 1991 23:44:00 UTC 18:44:00 EST  | 1 de dezembro de 1991   | 06d 22h         |          | STS-44   | Atlantis   | LC-39A              | Edwards               |            | [ 113 ] [ 114 ]             |
| 45  | 22 de janeiro de 1992 14:52:33 UTC 09:52:33 EST   | 30 de janeiro de 1992   | 08d 01h         |          | STS-42   | Discovery  | LC-39A              | Edwards               |            | [ 115 ] [ 116 ]             |
| 46  | 24 de março de 1992 13:13:40 UTC 08:13:40 EST     | 2 de abril de 1992      | 08d 22h         |          | STS-45   | Atlantis   | LC-39A              | Kennedy               |            | [ 117 ] [ 118 ]             |
| 47  | 7 de maio de 1992 23:40:00 UTC 19:40:00 EDT       | 16 de maio de 1992      | 08d 21h         |          | STS-49   | Endeavour  | LC-39B              | Edwards               |            | [ 119 ] [ 120 ]             |
| 48  | 25 de junho de 1992 16:12:23 UTC 12:12:23 EDT     | 9 de julho de 1992      | 13d 19h         |          | STS-50   | Columbia   | LC-39A              | Kennedy               |            | [ 121 ] [ 122 ]             |
| 49  | 31 de julho de 1992 13:56:48 UTC 09:56:48 EDT     | 8 de agosto de 1992     | 07d 23h         |          | STS-46   | Atlantis   | LC-39A              | Kennedy               |            | [ 123 ] [ 124 ]             |
| 50  | 12 de setembro de 1992 14:23:00 UTC 10:23:00 EDT  | 20 de setembro de 1992  | 07d 22h         |          | STS-47   | Endeavour  | LC-39B              | Kennedy               |            | [ 125 ] [ 126 ]             |
| 51  | 22 de outubro de 1992 17:09:39 UTC 13:09:39 EDT   | 1 de novembro de 1992   | 09d 20h         |          | STS-52   | Columbia   | LC-39B              | Kennedy               |            | [ 127 ] [ 128 ]             |
| 52  | 2 de dezembro de 1992 13:24:00 UTC 08:24:00 EST   | 9 de dezembro de 1992   | 07d 07h         |          | STS-53   | Discovery  | LC-39A              | Edwards               |            | [ 29 ] [ 129 ] [ 130 ]      |
| 53  | 13 de janeiro de 1993 13:59:30 UTC 08:59:30 EST   | 19 de janeiro de 1993   | 05d 23h         |          | STS-54   | Endeavour  | LC-39B              | Kennedy               |            | [ 131 ] [ 132 ]             |
| 54  | 8 de abril de 1993 05:29:00 UTC 01:29:00 EDT      | 17 de abril de 1993     | 09d 06h         |          | STS-56   | Discovery  | LC-39B              | Kennedy               |            | [ 133 ] [ 134 ]             |
| 55  | 26 de abril de 1993 14:50:00 UTC 10:50:00 EDT     | 6 de maio de 1993       | 09d 23h         |          | STS-55   | Columbia   | LC-39A              | Edwards               |            | [ 135 ] [ 136 ]             |
| 56  | 21 de junho de 1993 13:07:22 UTC 09:07:22 EDT     | 1 de julho de 1993      | 09d 23h         |          | STS-57   | Endeavour  | LC-39B              | Kennedy               |            | [ 137 ] [ 138 ]             |
| 57  | 12 de setembro de 1993 11:45:00 UTC 07:45:00 EDT  | 22 de setembro de 1993  | 09d 20h         |          | STS-51   | Discovery  | LC-39B              | Kennedy               |            | [ 139 ] [ 140 ]             |
| 58  | 18 de outubro de 1993 14:53:10 UTC 10:53:10 EDT   | 1 de novembro de 1993   | 14d 00h         |          | STS-58   | Columbia   | LC-39B              | Edwards               |            | [ 141 ] [ 142 ]             |
| 59  | 2 de dezembro de 1993 09:27:00 UTC 04:27:00 EST   | 13 de dezembro de 1993  | 10d 19h         |          | STS-61   | Endeavour  | LC-39B              | Kennedy               |            | [ 143 ] [ 144 ]             |
| 60  | 3 de fevereiro de 1994 12:10:00 UTC 07:10:00 EST  | 11 de fevereiro de 1994 | 07d 06h         |          | STS-60   | Discovery  | LC-39A              | Kennedy               |            | [ 145 ] [ 146 ]             |
| 61  | 4 de março de 1994 13:53:00 UTC 08:53:00 EST      | 18 de março de 1994     | 13d 23h         |          | STS-62   | Columbia   | LC-39B              | Kennedy               |            | [ 147 ] [ 148 ]             |
| 62  | 9 de abril de 1994 11:05:00 UTC 07:05:00 EDT      | 20 de abril de 1994     | 11d 05h         |          | STS-59   | Endeavour  | LC-39A              | Edwards               |            | [ 149 ] [ 150 ]             |
| 63  | 8 de julho de 1994 04:43:00 UTC 00:43:00 EDT      | 23 de julho de 1994     | 14d 17h         |          | STS-65   | Columbia   | LC-39A              | Kennedy               |            | [ 151 ] [ 152 ]             |
| 64  | 9 de setembro de 1994 22:22:05 UTC 18:22:05 EDT   | 20 de setembro de 1994  | 10d 22h         |          | STS-64   | Discovery  | LC-39B              | Edwards               |            | [ 153 ] [ 154 ]             |
| 65  | 30 de setembro de 1994 11:16:00 UTC 07:16:00 EDT  | 11 de outubro de 1994   | 11d 05h         |          | STS-68   | Endeavour  | LC-39A              | Edwards               |            | [ 155 ] [ 156 ]             |
| 66  | 3 de novembro de 1994 16:59:43 UTC 11:59:43 EST   | 14 de novembro de 1994  | 10d 22h         |          | STS-66   | Atlantis   | LC-39B              | Edwards               |            | [ 157 ] [ 158 ]             |
| 67  | 3 de fevereiro de 1995 05:22:04 UTC 00:22:04 EST  | 11 de fevereiro de 1995 | 08d 06h         |          | STS-63   | Discovery  | LC-39B              | Kennedy               |            | [ 159 ] [ 160 ]             |
| 68  | 2 de março de 1995 06:38:13 UTC 01:38:13 EST      | 18 de março de 1995     | 16d 15h         |          | STS-67   | Endeavour  | LC-39A              | Edwards               |            | [ 161 ] [ 162 ]             |
| 69  | 27 de junho de 1995 19:32:19 UTC 15:32:19 EDT     | 7 de julho de 1995      | 09d 19h         |          | STS-71   | Atlantis   | LC-39A              | Kennedy               |            | [ 163 ] [ 164 ]             |
| 70  | 13 de julho de 1995 13:41:55 UTC 09:41:55 EDT     | 22 de julho de 1995     | 08d 22h         |          | STS-70   | Discovery  | LC-39B              | Kennedy               |            | [ 165 ] [ 166 ]             |
| 71  | 7 de setembro de 1995 15:09:00 UTC 11:09:00 EDT   | 18 de setembro de 1995  | 10d 20h         |          | STS-69   | Endeavour  | LC-39A              | Kennedy               |            | [ 167 ] [ 168 ]             |
| 72  | 20 de outubro de 1995 13:53:00 UTC 09:53:00 EDT   | 5 de novembro de 1995   | 15d 21h         |          | STS-73   | Columbia   | LC-39B              | Kennedy               |            | [ 169 ] [ 170 ]             |
| 73  | 12 de novembro de 1995 12:30:43 UTC 07:30:43 EST  | 20 de novembro de 1995  | 08d 04h         |          | STS-74   | Atlantis   | LC-39A              | Kennedy               |            | [ 171 ] [ 172 ]             |
| 74  | 11 de janeiro de 1996 09:41:00 UTC 04:41:00 EST   | 20 de janeiro de 1996   | 08d 22h         |          | STS-72   | Endeavour  | LC-39B              | Kennedy               |            | [ 173 ] [ 174 ]             |
| 75  | 22 de fevereiro de 1996 20:18:00 UTC 15:18:00 EST | 9 de março de 1996      | 15d 17h         |          | STS-75   | Columbia   | LC-39B              | Kennedy               |            | [ 175 ] [ 176 ]             |
| 76  | 22 de março de 1996 08:13:04 UTC 03:13:04 EST     | 31 de março de 1996     | 09d 05h         |          | STS-76   | Atlantis   | LC-39B              | Edwards               |            | [ 177 ] [ 178 ]             |
| 77  | 19 de maio de 1996 10:30:00 UTC 06:30:00 EDT      | 29 de maio de 1996      | 10d 00h         |          | STS-77   | Endeavour  | LC-39B              | Kennedy               |            | [ 179 ] [ 180 ]             |
| 78  | 20 de junho de 1996 14:49:00 UTC 10:49:00 EDT     | 7 de julho de 1996      | 16d 21h         |          | STS-78   | Columbia   | LC-39B              | Kennedy               |            | [ 181 ] [ 182 ]             |
| 79  | 16 de setembro de 1996 08:54:49 UTC 04:54:49 EDT  | 26 de setembro de 1996  | 10d 03h         |          | STS-79   | Atlantis   | LC-39A              | Kennedy               |            | [ 183 ] [ 184 ]             |
| 80  | 19 de novembro de 1996 19:55:47 UTC 14:55:47 EST  | 7 de dezembro de 1996   | 17d 15h         |          | STS-80   | Columbia   | LC-39B              | Kennedy               |            | [ 185 ] [ 186 ]             |
| 81  | 12 de janeiro de 1997 09:27:23 UTC 04:27:23 EST   | 22 de janeiro de 1997   | 10d 04h         |          | STS-81   | Atlantis   | LC-39B              | Kennedy               |            | [ 187 ] [ 188 ]             |
| 82  | 11 de fevereiro de 1997 08:55:17 UTC 03:55:17 EST | 21 de fevereiro de 1997 | 09d 23h         |          | STS-82   | Discovery  | LC-39A              | Kennedy               |            | [ 189 ] [ 190 ]             |
| 83  | 4 de abril de 1997 19:20:32 UTC 14:20:32 EST      | 8 de abril de 1997      | 03d 23h         |          | STS-83   | Columbia   | LC-39A              | Kennedy               |            | [ 191 ] [ 192 ]             |
| 84  | 15 de maio de 1997 08:07:48 UTC 04:07:48 EDT      | 24 de maio de 1997      | 09d 05h         |          | STS-84   | Atlantis   | LC-39A              | Kennedy               |            | [ 193 ] [ 194 ]             |
| 85  | 1 de julho de 1997 18:02:00 UTC 14:02:00 EDT      | 17 de julho de 1997     | 15d 16h         |          | STS-94   | Columbia   | LC-39A              | Kennedy               |            | [ 195 ] [ 196 ]             |
| 86  | 7 de agosto de 1997 14:41:00 UTC 10:41:00 EDT     | 19 de agosto de 1997    | 11d 20h         |          | STS-85   | Discovery  | LC-39A              | Kennedy               |            | [ 197 ] [ 198 ]             |
| 87  | 26 de setembro de 1997 14:34:19 UTC 10:34:19 EDT  | 6 de outubro de 1997    | 10d 19h         |          | STS-86   | Atlantis   | LC-39A              | Kennedy               |            | [ 199 ] [ 200 ]             |
| 88  | 19 de novembro de 1997 19:46:00 UTC 14:46:00 EST  | 5 de dezembro de 1997   | 15d 16h         |          | STS-87   | Columbia   | LC-39B              | Kennedy               |            | [ 201 ] [ 202 ]             |
| 89  | 23 de janeiro de 1998 02:48:15 UTC 21:48:15 EST   | 31 de janeiro de 1998   | 08d 19h         |          | STS-89   | Endeavour  | LC-39A              | Kennedy               |            | [ 203 ] [ 204 ]             |
| 90  | 17 de abril de 1998 18:19:00 UTC 14:19:00 EDT     | 3 de maio de 1998       | 15d 21h         |          | STS-90   | Columbia   | LC-39B              | Kennedy               |            | [ 205 ] [ 206 ]             |
| 91  | 2 de junho de 1998 22:06:24 UTC 18:06:24 EDT      | 12 de junho de 1998     | 09d 19h         |          | STS-91   | Discovery  | LC-39A              | Kennedy               |            | [ 207 ] [ 208 ]             |
| 92  | 29 de outubro de 1998 19:19:34 UTC 14:19:34 EST   | 7 de novembro de 1998   | 08d 21h         |          | STS-95   | Discovery  | LC-39B              | Kennedy               |            | [ 209 ] [ 210 ]             |
| 93  | 4 de dezembro de 1998 08:35:34 UTC 03:35:34 EST   | 16 de dezembro de 1998  | 11d 19h         |          | STS-88   | Endeavour  | LC-39A              | Kennedy               |            | [ 211 ] [ 212 ]             |
| 94  | 27 de maio de 1999 10:49:42 UTC 06:49:42 EDT      | 6 de junho de 1999      | 09d 19h         |          | STS-96   | Discovery  | LC-39B              | Kennedy               |            | [ 213 ] [ 214 ]             |
| 95  | 23 de julho de 1999 04:31:00 UTC 00:31:00 EDT     | 28 de julho de 1999     | 04d 22h         |          | STS-93   | Columbia   | LC-39B              | Kennedy               |            | [ 215 ] [ 216 ]             |
| 96  | 20 de dezembro de 1999 24:50:00 UTC 19:50:00 EST  | 28 de dezembro de 1999  | 07d 23h         |          | STS-103  | Discovery  | LC-39A              | Kennedy               |            | [ 217 ] [ 218 ]             |
| 97  | 11 de fevereiro de 2000 16:43:40 UTC 12:43:40 EDT | 22 de fevereiro de 2000 | 11d 05h         |          | STS-99   | Endeavour  | LC-39A              | Kennedy               |            | [ 219 ] [ 220 ]             |
| 98  | 19 de maio de 2000 10:11:10 UTC 06:11:10 EDT      | 29 de maio de 2000      | 09d 21h         |          | STS-101  | Atlantis   | LC-39A              | Kennedy               |            | [ 221 ] [ 222 ]             |
| 99  | 8 de setembro de 2000 12:45:47 UTC 08:45:47 EDT   | 19 de setembro de 2000  | 11d 19h         |          | STS-106  | Atlantis   | LC-39B              | Kennedy               |            | [ 223 ] [ 224 ]             |
| 100 | 11 de outubro de 2000 23:17:00 UTC 18:17:00 EST   | 24 de outubro de 2000   | 12d 21h         |          | STS-92   | Discovery  | LC-39A              | Edwards               |            | [ 225 ] [ 226 ]             |
| 101 | 1 de dezembro de 2000 03:06:01 UTC 22:06:01 EST   | 11 de dezembro de 2000  | 10d 19h         |          | STS-97   | Endeavour  | LC-39B              | Kennedy               |            | [ 227 ] [ 228 ]             |
| 102 | 7 de fevereiro de 2001 23:13:02 UTC 18:13:02 EST  | 20 de fevereiro de 2001 | 12d 21h         |          | STS-98   | Atlantis   | LC-39A              | Edwards               |            | [ 229 ] [ 230 ]             |
| 103 | 8 de março de 2001 11:42:09 UTC 06:42:09 EST      | 21 de março de 2001     | 12d 19h         |          | STS-102  | Discovery  | LC-39B              | Kennedy               |            | [ 231 ] [ 232 ]             |
| 104 | 19 de abril de 2001 18:40:42 UTC 14:40:42 EDT     | 1 de maio de 2001       | 11d 21h         |          | STS-100  | Endeavour  | LC-39A              | Edwards               |            | [ 233 ] [ 234 ]             |
| 105 | 12 de julho de 2001 09:03:59 UTC 05:03:59 EDT     | 25 de julho de 2001     | 12d 18h         |          | STS-104  | Atlantis   | LC-39B              | Kennedy               |            | [ 235 ] [ 236 ]             |
| 106 | 10 de agosto de 2001 21:10:14 UTC 17:10:14 EDT    | 22 de agosto de 2001    | 11d 21h         |          | STS-105  | Discovery  | LC-39A              | Kennedy               |            | [ 237 ] [ 238 ]             |
| 107 | 5 de dezembro de 2001 22:19:28 UTC 17:19:28 EST   | 17 de dezembro de 2001  | 11d 19h         |          | STS-108  | Endeavour  | LC-39B              | Kennedy               |            | [ 239 ] [ 240 ]             |
| 108 | 1 de março de 2002 11:22:02 UTC 06:22:02 EST      | 12 de março de 2002     | 10d 22h         |          | STS-109  | Columbia   | LC-39A              | Kennedy               |            | [ 241 ] [ 242 ]             |
| 109 | 8 de abril de 2002 20:44:19 UTC 16:44:19 EDT      | 19 de abril de 2002     | 10d 19h         |          | STS-110  | Atlantis   | LC-39B              | Kennedy               |            | [ 243 ] [ 244 ]             |
| 110 | 5 de junho de 2002 21:22:49 UTC 17:22:49 EDT      | 19 de junho de 2002     | 13d 20h         |          | STS-111  | Endeavour  | LC-39A              | Edwards               |            | [ 245 ] [ 246 ]             |
| 111 | 7 de outubro de 2002 19:45:51 UTC 15:45:51 EDT    | 18 de outubro de 2002   | 10d 19h         |          | STS-112  | Atlantis   | LC-39B              | Kennedy               |            | [ 247 ] [ 248 ]             |
| 112 | 23 de novembro de 2002 24:49:47 UTC 19:49:47 EST  | 7 de dezembro de 2002   | 13d 18h         |          | STS-113  | Endeavour  | LC-39A              | Kennedy               |            | [ 249 ] [ 250 ]             |
| 113 | 16 de janeiro de 2003 15:39:00 UTC 10:39:00 EST   | 1 de fevereiro de 2003  | 15d 22h         |          | STS-107  | Columbia   | LC-39A              | Não aterrissou        |            | [ 251 ] [ 252 ]             |
| 114 | 26 de julho de 2005 14:39:00 UTC 10:39:00 EDT     | 9 de agosto de 2005     | 13d 21h         |          | STS-114  | Discovery  | LC-39B              | Edwards               |            | [ 253 ] [ 254 ]             |
| 115 | 4 de julho de 2006 18:37:55 UTC 14:37:55 EDT      | 17 de julho de 2006     | 12d 18h         |          | STS-121  | Discovery  | LC-39B              | Kennedy               |            | [ 255 ] [ 256 ]             |
| 116 | 9 de setembro de 2006 15:14:55 UTC 11:14:55 EDT   | 21 de setembro de 2006  | 11d 19h         |          | STS-115  | Atlantis   | LC-39B              | Kennedy               |            | [ 257 ] [ 258 ]             |
| 117 | 10 de dezembro de 2006 24:47:35 UTC 20:47:35 EDT  | 22 de dezembro de 2006  | 12d 21h         |          | STS-116  | Discovery  | LC-39B              | Kennedy               |            | [ 259 ] [ 260 ]             |
| 118 | 8 de junho de 2007 23:38:04 UTC 19:38:04 EDT      | 22 de junho de 2007     | 13d 20h         |          | STS-117  | Atlantis   | LC-39A              | Edwards               |            | [ 261 ] [ 262 ]             |
| 119 | 8 de agosto de 2007 22:36:42 UTC 18:36:42 EDT     | 21 de agosto de 2007    | 12d 18h         |          | STS-118  | Endeavour  | LC-39A              | Kennedy               |            | [ 263 ] [ 264 ]             |
| 120 | 23 de outubro de 2007 03:38:19 UTC 23:38:19 EDT   | 7 de novembro de 2007   | 15d 02h         |          | STS-120  | Discovery  | LC-39A              | Kennedy               |            | [ 265 ] [ 266 ]             |
| 121 | 7 de fevereiro de 2008 19:45:30 UTC 14:45:30 EST  | 20 de fevereiro de 2008 | 12d 18h         |          | STS-122  | Atlantis   | LC-39A              | Kennedy               |            | [ 267 ] [ 268 ]             |
| 122 | 11 de março de 2008 06:28:14 UTC 02:28:14 EDT     | 27 de março de 2008     | 15d 18h         |          | STS-123  | Endeavour  | LC-39A              | Kennedy               |            | [ 269 ] [ 270 ]             |
| 123 | 31 de maio de 2008 21:02:12 UTC 17:02:12 EDT      | 14 de junho de 2008     | 13d 18h         |          | STS-124  | Discovery  | LC-39A              | Kennedy               |            | [ 271 ] [ 272 ]             |
| 124 | 15 de novembro de 2008 24:55:39 UTC 19:55:39 EST  | 30 de novembro de 2008  | 15d 20h         |          | STS-126  | Endeavour  | LC-39A              | Edwards               |            | [ 273 ] [ 274 ]             |
| 125 | 15 de março de 2009 23:43:44 UTC 19:43:44 EDT     | 28 de março de 2009     | 12d 19h         |          | STS-119  | Discovery  | LC-39A              | Kennedy               |            | [ 275 ] [ 276 ]             |
| 126 | 11 de maio de 2009 18:01:56 UTC 14:01:56 EDT      | 24 de maio de 2009      | 12d 21h         |          | STS-125  | Atlantis   | LC-39A              | Edwards               |            | [ 277 ] [ 278 ] [ 279 ]     |
| 127 | 15 de julho de 2009 22:03:10 UTC 18:03:10 EDT     | 31 de julho de 2009     | 15d 16h         |          | STS-127  | Endeavour  | LC-39A              | Kennedy               |            | [ 280 ] [ 281 ]             |
| 128 | 29 de agosto de 2009 03:59:37 UTC 23:59:37 EDT    | 12 de setembro de 2009  | 13d 21h         |          | STS-128  | Discovery  | LC-39A              | Edwards               |            | [ 282 ] [ 283 ]             |
| 129 | 16 de novembro de 2009 19:28:01 UTC 14:28:01 EST  | 27 de novembro de 2009  | 10d 19h         |          | STS-129  | Atlantis   | LC-39A              | Kennedy               |            | [ 284 ] [ 285 ]             |
| 130 | 8 de fevereiro de 2010 09:14:07 UTC 04:14:07 EST  | 22 de fevereiro de 2010 | 13d 18h         |          | STS-130  | Endeavour  | LC-39A              | Kennedy               |            | [ 286 ] [ 287 ]             |
| 131 | 5 de abril de 2010 10:21:25 UTC 06:21:25 EDT      | 20 de abril de 2010     | 15d 03h         |          | STS-131  | Discovery  | LC-39A              | Kennedy               |            | [ 288 ] [ 289 ]             |
| 132 | 14 de maio de 2010 18:20:09 UTC 14:20:09 EDT      | 26 de maio de 2010      | 11d 18h         |          | STS-132  | Atlantis   | LC-39A              | Kennedy               |            | [ 290 ] [ 291 ]             |
| 133 | 24 de fevereiro de 2011 21:53:24 UTC 16:53:24 EST | 9 de março de 2011      | 12d 19h         |          | STS-133  | Discovery  | LC-39A              | Kennedy               |            | [ 292 ] [ 293 ]             |
| 134 | 16 de maio de 2011 24:55:42 UTC 20:55:42 EDT      | 1 de junho de 2011      | 15d 18h         |          | STS-134  | Endeavour  | LC-39A              | Kennedy               |            | [ 294 ] [ 295 ]             |
| 135 | 8 de julho de 2011 15:29:04 UTC 11:29:04 EDT      | 21 de julho de 2011     | 12d 18h         |          | STS-135  | Atlantis   | LC-39A              | Kennedy               |            | [ 296 ] [ 297 ] [ 298 ]     |

## Estatísticas
| Estatísticas de Voo | Estatísticas de Voo      | Estatísticas de Voo | Estatísticas de Voo | Estatísticas de Voo | Estatísticas de Voo | Estatísticas de Voo | Estatísticas de Voo  | Estatísticas de Voo | Estatísticas de Voo     | Estatísticas de Voo | Estatísticas de Voo             |
| ------------------- | ------------------------ | ------------------- | ------------------- | ------------------- | ------------------- | ------------------- | -------------------- | ------------------- | ----------------------- | ------------------- | ------------------------------- |
| Ônibus              | Designação               | Voos                | Dias de voo         | Órbitas             | Voo mais longo      | Primeiro voo        | Primeiro voo         | Último voo          | Último voo              | Ações na Mir/ISS    | Fontes                          |
| Ônibus              | Designação               | Voos                | Dias de voo         | Órbitas             | Voo mais longo      | Voo                 | Data                 | Voo                 | Data                    | Ações na Mir/ISS    | Fontes                          |
| Enterprise          | OV-101, Veículo de teste | 5                   | 00d 00h 19m         | 0                   | 00d 00h 05m         | ALT-12              | 12 de agosto de 1977 | ALT-16              | 26 de outubro de 1977   | – / –               | [ 299 ] [ 300 ] [ 301 ] [ 302 ] |
| Columbia            | OV-102                   | 28                  | 300d 17h 47m 15s    | 4,808               | 17d 15h 53m 18s     | STS-1               | 12 de abril de 1981  | STS-107             | 16 de janeiro de 2003   | 0 / 0               | [ 299 ] [ 300 ] [ 303 ] [ 304 ] |
| Challenger          | OV-099                   | 10                  | 62d 07h 56m 15s     | 995                 | 08d 05h 23m 33s     | STS-6               | 4 de abril de 1983   | STS-51-L            | 28 de janeiro de 1986   | 0 / 0               | [ 299 ] [ 300 ] [ 305 ] [ 306 ] |
| Discovery           | OV-103                   | 39                  | 364d 22h 39m 29s    | 5,830               | 15d 02h 48m 08s     | STS-41-D            | 30 de agosto de 1984 | STS-133             | 24 de fevereiro de 2011 | 1 / 13              | [ 299 ] [ 300 ] [ 307 ] [ 308 ] |
| Atlantis            | OV-104                   | 33                  | 306d 14h 12m 43s    | 4,848               | 13d 20h 12m 44s     | STS-51-J            | 3 de outubro de 1985 | STS-135             | 8 de julho de 2011      | 7 / 12              | [ 299 ] [ 300 ] [ 309 ] [ 310 ] |
| Endeavour           | OV-105                   | 25                  | 296d 03h 34m 02s    | 4,677               | 16d 15h 08m 48s     | STS-49              | 7 de maio de 1992    | STS-134             | 16 de maio de 2011      | 1 / 12              | [ 299 ] [ 300 ] [ 311 ] [ 312 ] |
| Total               | —                        | 135                 | 1330d 18h 9m 44s    | 21,158              | —                   | —                   | —                    | —                   | —                       | 9 / 37              | —                               |